# Andreas Weiss
 (août 2024).
Pour les articles homonymes, voir Weiss.
Andreas Weiss (né à Bâle le 24 octobre 1713 et mort à Augst le 5 avril 1792), est un juriste bâlois.

## Biographie
Andreas Weiss est le fils d'Emanuel Weiss, membre du Grand Conseil de Bâle et secrétaire de l'hôpital de Bâle, et d'Anna Maria Faesch (fille du recteur Sebastian Faesch). Ses frères, Emmanuel (1712-1780) et Nicolas Weis (1724-1793), s'établissent comme négociants, armateurs et assureurs maritimes à La Rochelle.
Bachelier en 1727 puis maître ès arts en 1728 en arts libéraux et en droit, il devient professeur d'éthique puis de droit naturel et des gens à l'université de Bâle en 1734.
Entre 1735 et 1736, il réalise un voyage d'études en France, aux Pays-Bas et en Allemagne, obtenant un doctorat en droit à l'université de Leyde en 1736 et à celle de Bâle l'année suivante.
Doyen de la faculté des arts libéraux (1743-1744) puis recteur de l'université de Bâle (1745-1746), il devient professeur de droit public et privé à Leyde en 1747, dont il est le recteur en 1753.
À partir de 1760, il est le précepteur de Guillaume V d'Orange-Nassau.
En 1773, il rentre à Bâle, où il vient siéger au Grand Conseil. De 1775 à 1783, il est membre du Petit Conseil et assesseur au tribunal du Grand-Bâle.

## Travaux
- Diss. Theses Logicae. Basel 1731
- Diss. Specimen Rhetoricum. Basel 1733
- Diss. Theses morales. Basel 1734
- Disputationes de usu aequitatis in interpretatione legum. Basel 1737
- Diss. de jure victoriae. Basel 1738,
- Diss. de bello hominis privati. Basel 1742
- De opere Pandectarum, et ejus interpretandi ratione, quaedam generaliora etc. quibus subjiciuntur capita nonulla Iurisprudentiae Ecclesiasticae. Basel 1746
- Oratio ad Principem Arausionensem et Nassoviensem, Wilhelmum V. Leiden 1766